# Taygetomorpha
Genre
Taygetomorpha est un genre de lépidoptères (papillons) sud-américains de la famille des Nymphalidae et de la sous-famille des Satyrinae.

## Liste d'espèces
- Taygetomorpha celia (Cramer, [1779]) ; présent au Nicaragua, en Colombie et en Guyane.
- Taygetomorpha puritana (Weeks, 1902) ; présent en Bolivie, en Colombie et au Brésil.
- Taygetomorpha sp. ; présent en Équateur